# Carmen Frías
Carmen Frías Arroyo (Bétera, 1938 - Madrid, 31 de mayo de 2019) fue una montadora de cine española que trabajó en más de ochenta películas. Ganó dos premios Goya por El sueño del mono loco y Belle Époque. Fue también candidata por La niña de tus ojos, Calle 54 y El baile de la Victoria, optando en total en cinco ocasiones al Goya al mejor montaje.

## Biografía
A causa de la Guerra Civil nace en la población valenciana de Bétera, aunque se cria en Madrid.
Por recomendación de su padre, el atrecista republicano Manuel Frías, realizó su primer trabajo como meritoria de montaje con Petra de Nieva cuando aún era adolescente. Nieva estaba editando la película Brindis al cielo (1953), de José Buchs. Frías trabajó después como ayudante de otros montadores en la década de 1950 y de 1960, siendo auxiliar de Pedro del Rey y Magdalena Pulido.
Ella siempre explicó que su verdadera mentor en la técnica para llegar más lejos fue Antonio Isasi-Isasmendi, quien comenzaba el montaje de sus propias películas antes de escribirlas y dirigirlas y que además rodaba 100 000 metros cuando la media de las películas españolas era de 20 000 o 30 000 metros. Con él adquirió toda la experiencia y tomó como consciencia de ser una buena montadora.
A mitad de los años 1960 se trasladó a Cádiz, donde trabajaba su marido. En 1971 volvió a Madrid y trabajó en Televisión Española durante un año. Fue despedida  tras ser detenida por su pertenencia al Partido Comunista. En tiempos de la Transición retornó a la RTVE y desarrolló su carrera en el ente hasta los años 1980, cuando Fernando Trueba la convenció para que se dedicara al cine en exclusiva. 
Frías explicaba: «La sala de montaje no es un confesionario, sino una sala de intimidad. Ahí se reescribe el guion de la película. Se va viendo cómo queda, cómo va a funcionar ante el público. El director está muy desnudo y se crea una relación muy estrecha. ¿Cuándo la relación funciona bien? Es una cuestión de piel. Si se tienen las mismas ideas enseguida se encuentran esos puntos en común. Si no surgen al principio, ya no se van a encontrar [y] cuando estoy montando una película trabajo a las órdenes del director y a las órdenes del productor en lo económico. Pero lo que yo tengo en la cabeza, en la frente, es el público. Puede parecer una tontería, pero realmente yo trabajo para el espectador. Nunca he dejado de ser espectadora».
Frías trabajó durante su trayectoria con cineastas que procedían de ambos lados del Atlántico, entre los que destacan Fernando Trueba, Gerardo Herrero, Bigas Luna, Juan Carlos Tabío o Tomás Gutiérrez Alea. Trabajó en más de 80 títulos, entre los que destacan Sé infiel y no mires con quién, El año de las luces, Los viajes escolares, Cómo ser mujer y no morir en el intento, Huevos de oro, Malena es un nombre de tango, Lo más natural, Guantanamera, El alquimista impaciente o Territorio Comanche. Su último gran trabajo para la pantalla fue en El baile de la victoria para Trueba en 2009, nominada al Goya al Mejor Montaje.
Frías fue secretaria general del Sindicato de Técnicos Audiovisuales Cinematográficos del Estado Español (TACE), cargo al que no se presentó a una reelección en 2008, para dedicarse a la docencia. En 2014 accedió a una entrevista en Días de Cine de Televisión Española para dar una lección sobre montaje explicando su escena favorita del Acorazado Potemkin de Eisenstein. En 2013 recibió el Premio Mujeres de Cine del Festival de Gijón.
Es madre de la montadora Berta Frías. En 2019 falleció en Madrid a los 82 años víctima de un cáncer.

## Premios y nominaciones
Premios Goya
| Año  | Categoría     | Película                | Resultado |
| ---- | ------------- | ----------------------- | --------- |
| 1989 | Mejor montaje | El sueño del mono loco  | Ganadora  |
| 1992 | Mejor montaje | Belle Époque            | Ganadora  |
| 1998 | Mejor montaje | La niña de tus ojos     | Nominada  |
| 2000 | Mejor montaje | Calle 54                | Nominada  |
| 2009 | Mejor montaje | El baile de la Victoria | Nominada  |

Medallas del Círculo de Escritores Cinematográficos
| Año  | Categoría     | Película                | Resultado |
| ---- | ------------- | ----------------------- | --------- |
| 1993 | Mejor montaje | Huevos de oro           | Ganadora  |
| 2009 | Mejor montaje | El baile de la Victoria | Nominada  |

- Premio Mujeres de Cine. Festival Internacional de Cine de Gijón, 2013

## Filmografía seleccionada
- El sueño del mono loco (Fernando Trueba,1989)
- Belle Époque (Fernando Trueba, 1992)
- La niña de tus ojos (Fernando Trueba,1998)
- Calle 54 (Fernando Trueba, 2000)
- El baile de la Victoria (Fernando Trueba, 2009)
- Sé infiel y no mires con quién (Fernando Trueba, 1985)
- El año de las luces ( Fernando Trueba,1986)
- Los viajes escolares (Jaime Chávarri, 1974)
- Cómo ser mujer y no morir en el intento (Ana Belén, 1991)
- Huevos de oro (Bigas Luna, 1993)
- La teta y la luna (Bigas Luna, 1994)
- Malena es un nombre de tango (Gerardo Herrero, 1995)
- Lo más natural (Josefina Molina, 1991)
- Guantanamera (Tomás Gutiérrez Alea y Juan Carlos Tabío, 1995)
- El alquimista impaciente (Patricia Ferreira, 2002)
- Territorio Comanche (Gerardo Herrero, 1997)
- Para que no me olvides (Patricia Ferreira, 2005)